# Samuel Francis
Samuel Todd Francis (29 de abril de 1947 - 15 de febrero de 2005), conocido como Sam Francis, fue un columnista y escritor estadounidense.
Fue columnista y editor del medio conservador The Washington Times hasta que fue despedido tras hacer comentarios racistas en la conferencia de 1995 del instituto supremacista blanco American Renaissance. Francis se convertiría más tarde en una "fuerza dominante" en la organización de supremacismo blanco Council of Conservative Citizens.  Francis fue editor jefe del boletín del consejo, Citizens Informer, hasta su muerte en 2005.
El politólogo y escritor George Michael, experto en extremismo, identificó a Francis como uno de "los intelectuales de mayor calibre de la extrema derecha". El Southern Poverty Law Center, que hace un seguimiento de los grupos extremistas, describió a Francis como un importante escritor nacionalista blanco conocido por la "omnipresencia de sus columnas en foros racistas y su influencia en la dirección general del extremismo de derechas" en Estados Unidos. El analista Leonard Zeskind calificó a Francis como el "rey filósofo" de la derecha radical, escribiendo que "Desde cualquier punto de vista, el nacionalismo blanco de Francis era tan sutil como un martillo de ocho libras golpeando una viga L de doce pulgadas". El académico Chip Berlet describió a Francis como un ideólogo ultraconservador afín a Pat Buchanan, de quien Francis era asesor. Hans-Hermann Hoppe llamó a Francis "uno de los principales teóricos y estrategas del movimiento buchananita". Para Jared Taylor "Francis fue el principal filósofo de la conciencia racial blanca de nuestro tiempo".

## Carrera

#### The Washington Times
Francis fue asesor del senador republicano John East, de Carolina del Norte, antes de incorporarse a la redacción de The Washington Times en 1986. Cinco años después, se convirtió en columnista del periódico, y su columna entró en sindicación.
Además de su carrera periodística, Francis fue investigador adjunto en el Instituto Ludwig von Mises de Auburn, Alabama.
En junio de 1995, el jefe de redacción Wesley Pruden "redujo la columna de Francis" después de que The Washington Times publicara su ensayo criticando a la Convención Bautista del Sur por su aprobación de una resolución que pedía perdón por la esclavitud. En el artículo, Francis afirmaba que "la contrición de los bautistas del sur por la esclavitud y el racismo es algo más que un gesto políticamente de moda destinado a masajear las relaciones raciales" y que "ni la esclavitud' ni el racismo' como institución son un pecado".
En septiembre de 1995, Pruden despidió a Francis de The Washington Times después de que el periodista conservador Dinesh D'Souza, en una columna de The Washington Post, describiera la aparición de Francis en la conferencia American Renaissance de 1994:

Polémico y vivaz, Francis comenzó con algunas quejas, en gran medida válidas, sobre la demonización de la herencia sureña en la cultura dominante. Sin embargo, pasó a atacar los principios liberales del humanismo y el universalismo por facilitar "la guerra contra la raza blanca". En un momento dado, describió a la megaestrella de la música country Garth Brooks como "repulsivo" porque "tiene esa estúpida canción universalista (We Shall Be Free), en la que todos nos casamos". Sus compañeros blancos, insistió, deben "reafirmar nuestra identidad y nuestra solidaridad, y debemos hacerlo en términos explícitamente raciales mediante la articulación de una conciencia racial como blancos... La civilización que nosotros, como blancos, creamos en Europa y América no podría haberse desarrollado al margen de las dotaciones genéticas del pueblo creador, ni hay razón alguna para creer que la civilización pueda transmitirse con éxito a un pueblo diferente.

Tras la publicación de la columna de D'Souza, Pruden "decidió que no quería que el Times se asociara con esas opiniones después de investigar otros escritos de Francis, en los que abogaba por la posible deportación de inmigrantes legales y el control de la natalidad forzado para las madres que reciben asistencia social".
Francis dijo poco después del despido que:

Creo que hay diferencias raciales, hay diferencias naturales entre las razas. No creo que una raza sea mejor que otra. Hay pruebas razonablemente sólidas de las diferencias de coeficiente intelectual, de personalidad y de comportamiento. Entiendo que esas cosas se han tomado para justificar la segregación y la supremacía blanca. Esa no es mi intención.

#### Carrera posterior
Tras ser despedido de The Washington Times, Francis continuó escribiendo una columna, que fue sindicada a través de Creators Syndicate al menos desde enero de 2000.
Francis se convirtió en una "fuerza dominante" del Council of Conservative Citizens. Francis fue editor jefe del boletín trimestral del Consejo, Citizens Informer, hasta su muerte en 2005. Francis escribió la Declaración de Principios del consejo, que "pedía que Estados Unidos fuera una nación cristiana" y "se oponía a todos los esfuerzos por mezclar las razas de la humanidad". En sus escritos, Francisco abogaba por una moratoria de toda la inmigración, además de una suspensión indefinida de toda la inmigración de personas no europeas y no occidentales.
Fue colaborador y editor de la revista trimestral del Intercollegiate Studies Institute, Modern Age. Tras su despido de The Washington Times y del Pittsburgh Tribune-Review, Francis continuó escribiendo una columna sindicada para VDARE y la revista Chronicles, y habló en reuniones de American Renaissance y del Council of Conservative Citizens. Asistió a la reunión de los Amigos Americanos del Partido Nacional Británico el 22 de abril de 2000, donde escuchó y conoció a Nick Griffin. Sus artículos también aparecieron en Middle American News. El último trabajo publicado por Francis fue un artículo redactado para la antología antibélica de 2005 de IHS Press, ¡Neo-Conned!
Francis falleció el 15 de febrero de 2005 en el Prince George's Hospital Center de Cheverly (Maryland) tras una intervención quirúrgica sin éxito para tratar un aneurisma aórtico. Francis fue enterrado al pie de Lookout Mountain.

## Pensamiento y legado
El término "anarco-tiranía" de Francis se refiere a la dictadura armada sin Estado de Derecho, o a una síntesis hegeliana cuando el Estado regula de forma tiránica u opresiva la vida de los ciudadanos pero no puede o no quiere aplicar la ley de protección fundamental. Los comentaristas han invocado el término en referencia a situaciones en las que los gobiernos se centran en la confiscación de armas en lugar de detener a los saqueadores. A la muerte de Francis, la revista Chronicles del Rockford Institute dedicó su número de abril de 2005 a su memoria y al concepto.
En The Week, el comentarista Michael Brendan Dougherty escribió que los escritos de Francis, y su rechazo al conservadurismo del movimiento, presagiaron la elección de Donald Trump en 2016. En septiembre de 2017, el columnista del New York Times David Brooks escribió:

La única vez que vi a Sam Francis cara a cara -en la cafetería de The Washington Times en algún momento de finales de los 80 o principios de los 90- pensé que era un chiflado, pero ahora está claro que en ese momento se estaba convirtiendo en uno de los escritores más clarividentes de los últimos 50 años. Hay muy pocas cosas que Donald Trump haya hecho o dicho que Francis no haya defendido hace un cuarto de siglo.

## Obras
- (1984). Power and History, The Political Thought of James Burnham. University Press of America ISBN 0-8191-3753-7
- (1994). Beautiful Losers: Essays on the Failure of American Conservatism. University of Missouri Press ISBN 0-8262-0976-9
- (1997). Revolution From the Middle. Middle America Press ISBN 1-887898-01-8
- (1997). "Classical Republicanism and the Right to Bear Arms," in Costs of War. Transaction Publishers, pp. 53–66 ISBN 0-7658-0487-5
- (1999). James Burnham: Thinkers of Our Time. London: Claridge Press ISBN 1-870626-32-X
- (2001). America Extinguished: Mass Immigration and the Disintegration of American Culture. Americans for Immigration Control Publishers OCLC 52154966
- (2003). Ethnopolitics: Immigration, Race, and the American Political Future. Representative Government Press ISBN 0-9672154-1-2
- (2005). "Refuge of Scoundrels: Patriotism, True and False, in the Iraq Controversy," in Neo-Conned! IHS Press, pp. 151–160 ISBN 978-1932528060
- (2006). Shots Fired: Sam Francis on America's Culture War. FGF Books edited by Peter Gemma ISBN 0-9777362-0-2
- (2007). Essential Writings on Race. New Century Foundation ISBN 978-0-9656383-7-1
- (2016). Leviathan and Its Enemies. Washington Summit Publishers ISBN 978-1593680497